# São Paulo em Festa
São Paulo em Festa é um documentário dirigido por Lima Barreto em 1954, produzido pela Companhia Vera Cruz, de São Bernardo do Campo, São Paulo.

## Sinopse
Sob a narração de Mauricio Barroso, o documentário retrata as comemorações promovidas pela Associação das Emissoras de São Paulo no ano do IV Centenário da cidade de São Paulo. Entre as cenas apresentadas estão a representação do padre José de Anchieta na catequese com índios, tomadas aéreas do centro da cidade, o trânsito de automóveis e transportes coletivos, já intensos par a ocasião. Há também imagens da solenidade realizada no Pátio do Colégio, local de fundação da cidade, e a missa campal realizada na Praça da Sé, marco zero da capital. Na avenida Nove de Julho, desfiles de motociclistas, bandas, corporações e agremiações, inclusive internacionais. À noite, a chuva de prata lançadas pela Aeronáutica e, no Vale do Anhangabaú, o desfile de clubes, escolas e corporações como o Corpo de Bombeiros, o Exército e a polícia montada. Carnaval de rua, com foliões e desfile de carros abertos. No estádio do Pacaembu, crianças e adultos assistem exibições de ginástica olímpica e vários números circenses. Show com orquestra, cantores populares e números de danças no Parque Dom Pedro II. O evento foi um dos maiores de que se tem notícia à época em que foi realizado,estimando-se um milhão de pessoas, durante três dias, festejando não somente os quatro séculos da capital, mas também a Revolução Constitucionalista de 1932.